# CL
Ли Чхэрин (кор. 이채린?, 李彩麟?; род. 26 февраля 1991 года, Сеул, Республика Корея), более известная как CL, — южнокорейская певица, рэпер и автор песен. Участница гёрл-группы 2NE1. Раннюю жизнь она провела в Японии и Франции. До присоединения к YG Entertainment она стажировалась в JYP Entertainment, и в 2009 году дебютировала как участница 2NE1. Как сольная исполнительница, CL дебютировала с синглом «The Baddest Female», в мае 2013 года и выпустила сольный трек «MTBD» в феврале 2014 года.
После перерыва в группе на рубеже 2015 года CL продолжила сольную карьеру, выпустив отдельные синглы «Hello Bitches» (2015) и «Lifted» (2016). Благодаря «Lifted» CL, стала первой корейской сольной исполнительницей, попавшей в Billboard Hot 100, и третьей корейской исполнительницей, сделавшей это в целом. В ноябре 2016 года YG объявили о роспуске 2NE1 после почти двухлетнего перерыва, и CL впоследствии осталась под лейблом. Вскоре после ухода из YG в декабре 2019 года она выпустила свой сольный мини-альбом проект In the Name of Love (2019). Её дебютный студийный альбом под названием Alpha был выпущен в октябре 2021 года. После воссоединения группы 2NE1 в июле 2024 года CL возобновила свою деятельность под лейблом YG Entertainment.
CL заняла 2-е и 25-е места в читательских опросах для списка «100 самых влиятельных людей мира» по версии журнала Time в 2015 и 2016 годах соответственно. Она вошла в список «30 до 30» Азии по версии журнала Forbes (2019) и была названа одной из лучших участниц женских групп всех времен по версии The Guardian. Известная своими экспериментами в разных музыкальных стилях, а также своим сценическим присутствием и харизмой, CL считается влиятельной фигурой в международном распространении корейской волны. Помимо области музыки, она признана иконой стиля и моды многочисленными публикациями по всему миру за её влияние в индустрии моды.

## Ранняя жизнь и образование
Ли Чхэрин родилась 26 февраля 1991 года в Сеуле, Южная Корея, но большую часть детства провела в Париже, Цукубе и Токио. Когда ей исполнилось 13 лет, она в одиночку переехала во Францию для обучения. В 2006 году, в 15 лет, прошла прослушивание в YG Entertainment. Её первое появление в песне состоялось в 2007 году в треке Big Bang «Intro (Hot Issue)». Позже в том же году Ли впервые выступила на сцене на музыкальном шоу SBS «Gayo Daejeon» вместе с другими участниками своего лейбла. Её первое авторское участие в песне было в 2008 году в треке Ом Джонхва «DJ», где она исполнила рэп-партию.

## Карьера

### 2009—2014 года: Дебют в 2NE1 и сольные начинания
Чхэрин взяла себе псевдоним Си Эль (англ. CL) и была назначена лидером и главным рэпером в новой женской группе YG 2NE1; вместе с ней дебютировали Бом, Сандара и Минджи. До своего дебюта они записали совместный сингл «Lollipop» с Big Bang, а в мае 2009 года дебютировали с синглом «Fire». Успех пришёл с песней «I Don’t Care» с первого мини-альбома 2NE1, и в конце года они выиграли одну из трёх престижных номинаций — «Песня года», что сделало их первой группой, которая выиграла её в год своего дебюта. В августе 2009 года CL записала сингл «The Leaders» вместе с G-Dragon и Тедди Паком для первого сольного альбома Джиёна Heartbreaker. В том же месяце завершился промоушен с «I Don’t Care», и она также записала совместную песню «Please Don’t Go» с Минджи.
28 мая 2013 года был выпущен первый сольный сингл CL «The Baddest Female». Для альбома Crush она написала слова и участвовала в создании музыки к песням «Crush», «If I Were You» и «Baby I Miss You». Она также написала слова для песен «MTBD» и «Scream». В октябре 2014 года было объявлено, что CL планирует дебютировать в Америке вместе со Скутером Брауном в качестве своего менеджера.

### 2015—2018: Подготовка к американскому дебюту, отдельные синглы и выступления
В мае 2015 года CL приняла участие в записи сингла Diplo «Doctor Pepper». В ноябре того же года была выпущена песня «Hello Bitches» в качестве тизера к её предстоящему альбому Lifted. Она также приняла участие в песне «Daddy» коллеги по лейблу Psy. Песня дебютировала на 97-й строчке в Billboard Hot 100, что стало её первым попаданием в данный чарт. 19 августа 2016 года был выпущен дебютный американский сингл «Lifted». Песня вошла в топ-30 чарта iTunes в категории хип-хоп/рэп в течение трёх часов после релиза, достигнув пика на 21-м месте. Издание Time назвало её «будущим K-pop в Америке». Сингл дебютировал на 94-й строчке в Billboard Hot 100, заработав ей её первую запись в качестве сольной исполнительницы и вторую в целом, что сделало её второй южнокорейской артисткой, появившейся в чарте. С 29 октября CL начала тур в Северной Америке под названием Hello Bi+ches Tour 2016, который стартовал в Нью-Йоркском концертном зале «Hammerstein Ballroom». Благодаря аншлагу, CL стала первой K-pop-исполнительницей, давшей сольный концерт в этом городе. Тур охватил другие города США и Канады, завершившись 14 ноября в Торонто.
Вместе с Шайаной она участвовала в песне Lil Yachty «Surrender», эксклюзивном треке из подарочного издания Target его альбома Teenage Emotions, выпущенного 26 мая 2017 года. CL также записала сингл к оригинальному саундтреку к фильму «My Little Pony в кино» под названием «No Better Feelin», выпущенный 22 сентября 2017 года. 4 января 2018 года сообщалось, что она дебютирует в Голливуде в качестве актрисы в фильме Питера Берга «22 мили», в котором снимается Марк Уолберг. 25 февраля 2018 года CL выступила на церемонии закрытия Зимних Олимпийских игр в Пхёнчхане, исполнив синглы «The Baddest Female» и «I Am the Best». На церемонии закрытия она встретилась с президентом Южной Кореи Мун Чжэ Ином, первой леди Ким Чжон Сук, Exo и Иванкой Трамп, дочерью президента США Дональда Трампа. В июле того же года канал Олимпийских игр включил выступление CL в свой список десяти лучших музыкальных выступлений на Олимпийских играх всех времен, разместив её на восьмом месте. Позже в том же году CL сотрудничала с Black Eyed Peas над треком «Dopeness» вместе с сопровождающим музыкальным видео.

### 2019-настоящее время: Уход из YG Entertainment,In the Name of LoveиAlpha
8 ноября 2019 года YG Entertainment объявила, что CL не продлила свой контракт с компанией и покинет лейбл. 4 декабря, вскоре после ухода из YG, она начала выпускать ранее неизданные треки для своего цифрового сольного проекта мини-альбома In the Name of Love в течение трех недель подряд. 12 сентября 2020 года CL объявила, что работает над новым альбомом, который выйдет позже в том же году. Два дня спустя она выпустила музыкальное видео на песню «Post Up», которое послужит вступительным треком для её предстоящего альбома. 29 октября она выпустила два сингла — «+Hwa+» и «+5 Star+», которые были написаны в соавторстве с бывшим коллегой по лейблу Tablo. В то же время CL объявила, что её первый полноформатный альбом Alpha выйдет 30 ноября. Однако 16 ноября она объявила, что решила отложить выпуск альбома до начала 2021 года, заявив, что во время подготовки альбома у неё появились новые идеи для музыки, и она хотела, чтобы готовый альбом был лучшим, каким он мог быть.
26 февраля 2021 года CL выпустила сингл под названием «Wish You Were Here», в честь своего 30-летия. Песня была выпущена в память о её матери, Хон Юра, которая умерла за месяц до этого из-за сердечного приступа. 16 июня CL появилась в первом эпизоде второго сезона телесериала «Дэйв», где она сыграла роль самой себя, сотрудничающей с рэпером Lil Dicky, поскольку он стремится захватить индустрию K-pop. 10 июля CL подписала контракт на внутреннее управление с Konnect Entertainment, чтобы управлять своей деятельностью в Корее. Две недели спустя отечественные издания сообщили, что CL вернется в середине августа. Позже было объявлено, что CL выпустит свой альбом Alphaв октябре. Цифровой сингл «Spicy» был впервые выпущен 24 августа. 13 сентября она стала первой K-pop исполнительницей, посетившей Met Gala в Нью-Йорке, вместе с участницей группы Blackpink Розэ. На мероприятии она была одета в специально созданное джинсовое платье, вдохновлённое ханбоком, разработанное дизайнером Александром Ваном. Через четыре дня CL объявила о выпуске второго цифрового сингла с альбома «Alpha» под названием «Lover Like Me», который должен был выйти 29 сентября. 2 июня 2022 года CL дебютировала в озвучивании, исполнив роль Шаки Л в анимационном сериале «Большое шоу Акулёнка». В канун Нового 2023 года CL выступила хедлайнером фестиваля Tiger Remix в Хошимине, Вьетнам, который собрал аудиторию в 100 000 человек.

## Артистизм
CL упомянула лидера группы 1TYM Тедди Пака как источник вдохновения, поскольку он продюсировал большую часть музыки группы 2NE1 на протяжении их карьеры. Также она назвала Мадонну, Queen и Лорин Хилл своими кумирами за их уникальный стиль, оригинальность и влияние. Дискография CL включает жанры хип-хоп, танцевальную музыку и электро, а также другие стили. Её дебютный сольный сингл «The Baddest Female» (2013) описывался как «наглый массаж эго, сочетающий хип-хоп Атланты» с элементами техно и танца и припевом «Now do the unnie». Песня переходит от хип-хоп бита к электронной накачке, а затем к дабстеп-разбивке в мостике. Следующий сольный трек CL, «MTBD», был включён во второй студийный альбом 2NE1 Crush (2014) и объединил жанры EDM, хип-попа и bubblegum trap. Песня характеризуется напряжённым барабанным битом, низким басом и уникальным синтезаторным звучанием. Журнал Billboard отметил, что «бит был трендовым, но свежим, с использованием современных, вдохновлённых трэпом проигрышей», а также подчеркнул её «свирепый и игривый рэп и вокальный стиль». Fuse TV сравнил песню с музыкальным стилем DJ Snake «Turn Down for What» и назвал «MTBD» улучшенной версией этой композиции.
CL продолжала развивать хип-хоп и электронную музыку с выпуском сингла «Hello Bitches» в 2015 году. В композиции использовались синтезаторы, мощная басовая линия в стиле 808 и сильный бит в стиле трэп-хип-хоп. В 2016 году её англоязычный сингл «Lifted» ознаменовал её вход в жанр регги-фьюжн. Трек отличался минималистичным, лёгким и тропическим хип-хопом. После периода неактивности CL выпустила проектный мини-альбом In the Name of Love в декабре 2019 года. Альбом, состоящий из шести треков, получил положительные отзывы за откровенность и отражение личного опыта исполнительницы. В музыкальном плане мини-альбом охватывает широкий спектр жанров, от R&B и рэпа до тропического танца. В октябре 2020 года CL выпустила трек «+Hwa+», посвящённый национальному цветку Южной Кореи. Журнал Rolling Stone отметил, что «рэп-мастерство CL проявилось в полной мере», подчеркнув её взаимодействие с мощным басовым ритмом и динамичными ударными. Песня отражает индивидуальность артистки, затрагивая темы огня, богатства, цветов и перемен. В треке «+5 Star+» CL противопоставляет стиль «+Hwa+» более романтичным и лирическим текстам, создавая более поп-ориентированную атмосферу.

## Публичный имидж и влияние
CL, как её описывает The Guardian, является ан
«Она расширила представление о женщинах-айдолах K-pop. Её бескомпромиссная крутость была освежающей и проложила путь для других исполнителей K-pop».
омалией в основной сцене K-pop. Она известна своей смелостью и дерзостью в мире глянцевой однообразности. Джефф Бенджамин из Billboard отметил, что она отличается от стереотипных тенденций на протяжении всей своей карьеры, и у неё более бесстрашный подход к своей карьере, чем у большинства звёзд K-pop. Тамар Херман из того же издания утверждает, что она доминирует на сцене благодаря своему харизматичному присутствию. Оуэн Мейерс подчеркнул её харизму и заявил, что она помогла проложить путь для взрывного роста K-pop. В интервью CNN на Нью-Йоркской неделе моды 2016 года дизайнер одежды Джереми Скотт добавил: «Я путешествую по миру, видел её поклонников в Чили, Бразилии и, конечно, по всей Европе. […] Она не просто корейский или азиатский феномен, она действительно глобальная суперзвезда».
CL, известная как «королева стиля» в Южной Корее по версии журнала Dazed, оказывает значительное влияние не только на музыкальную индустрию, но и на моду. Она считается иконой стиля и фигурой в мире моды. На протяжении своей карьеры CL экспериментировала с различными модными тенденциями и стилями. Она поддерживает связи с несколькими всемирно известными дизайнерами, включая Джереми Скотта, Марка Джейкобса и Карла Лагерфельда, и часто появляется на мероприятиях модных домов, таких как Chanel, Saint Laurent, Fendi, Moschino, Givenchy, Balmain и Alexander McQueen. Журнал Vogue назвал её «пристрастие к ярким и эффектным нарядам» «кошачьим магнитом для фотографов во время Недели моды». Часто комбинируя одежду от люксовых модных домов с элементами уличной моды, журнал отметил, что «в то время как большинство гостей на подиуме появляются в одежде соответствующего бренда», CL выбирает «что-то, что не только дополняет эстетику дома, но и идеально отражает её репутацию самой крутой женщины». Её личный стиль описывают как напоминающий эстетику пацанки, с характерным использованием ботинок, кожаных курток и спортивных кепок, а также популярных среди молодёжи вещей от таких дизайнеров, как Насир Мазхар, Астрид Андерсен и Сэм MC.
CL появлялась на обложках множества модных журналов в Южной Корее и за рубежом, включая Paper, W, Elle, Vogue, Rolling Stone, Marie Claire, Dazed, Cosmopolitan и Allure. Она стала первой южнокорейской артисткой, появившейся на обложке американского журнала, и первой певицей, украсившей обложку Elle Korea. Дэйзи Джонс из Dazed отметила, что «её влияние в мире моды выходит далеко за рамки множества ярлыков и имён дизайнеров — как и Рианна, она с лёгкостью идёт на риск, глядя в будущее». В интервью для i-D в 2015 году CL рассказала о влиянии моды на её карьеру: «Мода и музыка связаны, так как обе являются формами самовыражения. Я люблю выступать и выражать себя, чтобы вдохновлять людей. Именно поэтому мода для меня — огромный источник вдохновения».
CL дважды подряд попадала в список самых влиятельных людей мира по версии читателей журнала Time — на второе место в 2015 году (уступив только Владимиру Путину) и на 25-е место в 2016 году. Она стала первой женщиной-айдолом K-pop, попавшей в список 100 влиятельных людей в моде по версии Hypebeast, а также в список 500 влиятельных лиц модной индустрии от Business of Fashion (BoF), которые назвали CL «южнокорейской силой природы» и «королевой хип-хопа K-pop», а также «музой множества дизайнеров». Nordstrom’s Trunk Club включил её в список 15 самых стильных женских икон мира, изменивших моду в новейшей истории, и назвал одной из крупнейших икон стиля среди женщин в K-pop. В апреле 2019 года журнал Forbes включил CL в список 30 самых влиятельных знаменитостей Азии в возрасте до 30 лет в сфере развлечений и спорта. В октябре 2019 года издание The Guardian поставило её на 19-е место среди лучших участниц женских групп всех времён, и она стала единственной корейской артисткой, упомянутой в этом списке. Международные издания, такие как France 24, Rolling Stone и Billboard, называли CL «королевой K-pop», а Dazed — «первой леди поп-музыки Азии». В марте 2021 года она стала единственной корейской музыканткой, выбранной для участия в кампании Google в рамках Месяца женской истории, благодаря её уникальному стилю и «роли в провозглашении начала золотого века K-pop». В 2022 году CL была признана женщиной года по версии GQ Korea.
Среди артистов, которые называли её своим источником вдохновения, можно выделить: Лису из BLACKPINK, Хёнджин из LOONA, Соён из (G)I-DLE, Ким Чхонха, Жизель из aespa, SinB из GFRIEND, Джинни из Secret Number, Хёншина из HOT ISSUE, Лорд, Мун Суа из Billlie, Экзи из WJSN и Джихо из Oh My Girl. Юджи и Хэун из 3YE, а также Чхве Юджон признавались, что изучали выступления и выражения CL во время своих тренировок. На зимних Олимпийских играх 2018 года американка корейского происхождения, чемпионка по сноубордингу Хлоя Ким заявила, что слушает песни CL перед соревнованиями.

## Другая деятельность

### Одобрения
Как лидер 2NE1, CL появилась в ряде рекламных роликов для различных известных брендов, включая Nikon, Intel, Samsung и LG. Помимо поддержки своей группы, CL приняла участие в качестве модели в кампании роскошной косметической компании Lancôme Vision of Beauties в 2011 году. В следующем году она появилась вместе с актёром Ли Дон Уком в рекламе светлого пива Cass, которая привлекла внимание уникальными телевизионными рекламными роликами и представила пару в «Кибер-танцевальной битве» в космической и арктической тематической среде. В 2014 году CL заключила контракты на поддержку витаминной воды Glacéau, лимонной водки KGB и появилась вместе с коллегой по группе Минджи и группой Winner в рекламной кампании Adidas #allinfordance. В феврале того же года CL была названа лицом Maybelline New York — одного из крупнейших косметических брендов в мире и продолжала появляться в нескольких коммерческих функциях для своих косметических продуктов. Её реклама туши для ресниц Magnum Volume Express вскоре привело к значительному увеличению продаж, утроив объём по сравнению с предыдущим годом, и стало известно как «тушь для ресниц CL».
В 2017 году CL присоединилась к таким знаменитостям, как Карли Клосс, Кэндис Паркер и Ханна Бронфман, в рамках движения Adidas «Here to Create» («Здесь, чтобы творить»). По словам представителя компании, её выбрали за её креативность и вдохновение. В апреле CL была представлена как лицо бренда премиальной ручной клади Tumi в рамках их кампании «Global Citizen», которая привлекла нескольких влиятельных личностей из различных сфер. В рамках этой кампании она посетила Шавен в Марокко, чтобы поддержать коллекцию бренда 19 Degree.
В феврале 2021 года CL стала первой сольной артисткой из Южной Кореи, появившейся в телевизионной рекламе Taco Bell в США. В мае она стала лицом кампании Nike Korea «Play New». В следующем месяце компания Johnnie Walker объявила её глобальным амбассадором своей кампании «Keep Walking», которая была запущена в Корее и других азиатских рынках. В 2022 году Coca-Cola Korea выбрала её в качестве модели для рекламы Dr Pepper.

### Мода
В 2013 году Джереми Скотт, возглавлявший модный дом Moschino, выбрал CL одной из своих муз, отметив её как «одну из самых ярких девушек, вышедших из Сеула». Благодаря своему влиянию в Азии, CL сотрудничала с такими брендами люксовой моды, как Kenzo и On Pedder, в 2014 году. Во время тура с группой 2NE1 она приняла участие в промоакции и фан-встрече, посвящённой коллаборации с On Pedder, в их флагманском магазине в Гонконге. В июле того же года CL была названа музой бренда Hazzys для осенне-зимней коллекции 2014 года и весенне-летней коллекции 2015 года. Представители бренда отметили её харизму, модный стиль и популярность среди людей в возрасте от 20 до 30 лет, что идеально соответствовало современному имиджу бренда. В 2016 году CL стала музой Александра Вана. Моника Ким из Vogue назвала её ярким примером «непримиримого подхода к жизни» и «бесстрашного подхода к причёске и макияжу, который прославляет индивидуальность».
В январе 2020 года CL стала первым корейским амбассадором бренда Ivy Park, линии спортивной одежды, принадлежащей Бейонсе, и приняла участие в рекламных съёмках коллекции Ivy Park x Adidas вместе с певицей. В июне 2021 года CL сотрудничала с французским дизайнером высокой моды Жано-Полем Готье для фотосессии в июльском выпуске журнала W Korea, где он специально доставил свою коллекцию в Корею для CL. Наряд, в котором она выступала на фестивале We The Fest в 2022 году, разработанный Гарри Халимом, позже был представлен на выставке современной моды в Музее цивилизаций Азии в Сингапуре. В 2024 году она стала первой K-pop артисткой, вошедшей в экспертный комитет премии LVMH Grand Prize, присоединившись к таким знаменитостям, как Наоми Кэмпбелл, Сюзи Менкес, Имран Амед и Ханс Ульрих Обрист.

## Дискография

### Студийные альбомы
- Alpha (2021)

## Фильмография

### Фильмы
| Год  | Название | Роль       | Примечания |
| ---- | -------- | ---------- | ---------- |
| 2018 | 22 мили  | «Королева» | Камео      |

### Телевизионные шоу
| Год  | Название             | Телеканал | Роль      | Примечания                                                        | Ссылка  |
| ---- | -------------------- | --------- | --------- | ----------------------------------------------------------------- | ------- |
| 2021 | Дэйв                 | FXX       | Саму себя | Камео                                                             | [ 131 ] |
| 2021 | Super Band 2         | JTBC      | Продюсер  |                                                                   | [ 132 ] |
| 2021 | Street Woman Fighter | Mnet      | Саму себя | CocaNButter X CL (Caviar), Collaboration Stage; Сезон 1, эпиход 9 |         |

## Туры
- Hello Bitches Tour[англ.] (2016)

## Награды и номинации
| Награда                          | Год  | Номинация                                             | Кто/что номинирован(о)                    | Результат | Ист.    |
| -------------------------------- | ---- | ----------------------------------------------------- | ----------------------------------------- | --------- | ------- |
| Asia Artist Awards               | 2021 | Соло рэп-исполнительница — награда за популярность    | CL                                        | Победа    | [ 133 ] |
| Asia Artist Awards               | 2023 | Награда за популярность — исполнительница             | CL                                        | Номинация | [ 134 ] |
| Asian Pop Music Awards           | 2020 | Лучшая песня года                                     | «+Hwa+»                                   | Победа    |         |
| Asian Pop Music Awards           | 2021 | Топ-20 альбомов года (зарубежные)                     | Alpha                                     | Победа    | [ 136 ] |
| Asian Pop Music Awards           | 2021 | Топ-20 песен года (зарубежные)                        | «Lover Like Me»                           | Победа    | [ 136 ] |
| Asian Pop Music Awards           | 2021 | Запись года (зарубежные)                              | «Lover Like Me»                           | Победа    | [ 136 ] |
| Asian Pop Music Awards           | 2021 | Альбом года (зарубежные)                              | Alpha                                     | Номинация | [ 137 ] |
| Asian Pop Music Awards           | 2021 | Лучший женский исполнитель (зарубежные)               | Alpha                                     | Номинация | [ 137 ] |
| Asian Pop Music Awards           | 2021 | Лучший автор песен (зарубежные)                       | «Wish You Were Here»                      | Номинация | [ 137 ] |
| Asian Pop Music Awards           | 2021 | Лучшее музыкальное видео (зарубежные)                 | «Tie a Cherry»                            | Номинация | [ 137 ] |
| Asian Pop Music Awards           | 2021 | Лучший продюсер (зарубежные)                          | Alpha                                     | Номинация | [ 137 ] |
| International Dance Music Awards | 2015 | Лучший трек в стиле дабстеп/драм-энд-бейс             | «Dirty Vibe»                              | Номинация | [ 138 ] |
| Korea First Brand Awards         | 2022 | Хип-хоп исполнитель                                   | CL                                        | Победа    | [ 140 ] |
| Korean Hip-Hop Awards            | 2017 | Лучшая коллаборация                                   | «₩1,000,000» (с Okasian, G-Dragon, BewhY) | Номинация | [ 141 ] |
| Korean Music Awards              | 2022 | Лучший K-Pop альбом                                   | Alpha                                     | Номинация | [ 142 ] |
| Mnet 20’s Choice Awards          | 2013 | 20’s Style Award                                      | CL                                        | Победа    | [ 143 ] |
| Mnet Asian Music Awards          | 2013 | Лучшее танцевальное исполнение — соло исполнительница | «The Baddest Female»                      | Победа    | [ 144 ] |
| Mnet Asian Music Awards          | 2013 | UnionPay — песня года                                 | «The Baddest Female»                      | Номинация | [ 145 ] |
| Mnet Asian Music Awards          | 2021 | Выбор фанатов со всего мира Топ-10                    | CL                                        | Номинация | [ 146 ] |
| People’s Choice Awards           | 2019 | Самая выдающаяся азиатка                              | CL                                        | Победа    | [ 147 ] |
| Philippine K-pop Awards          | 2013 | Самая горячая звезда                                  | CL                                        | Победа    |         |
| Philippine K-pop Awards          | 2014 | Самая горячая звезда                                  | CL                                        | Победа    | [ 148 ] |
| SBS MTV Best of the Best         | 2013 | Лучшее женское соло                                   | «The Baddest Female»                      | Номинация | [ 149 ] |
| Seoul Music Awards               | 2013 | Награда Бонсан                                        | «The Baddest Female»                      | Номинация |         |
| Seoul Music Awards               | 2013 | Награда за популярность                               | «The Baddest Female»                      | Номинация |         |
| Seoul Music Awards               | 2019 | R&B/Хип-хоп награда                                   | CL                                        | Номинация |         |
| Style Icon Awards                | 2014 | Топ-10 икон стиля                                     | CL                                        | Номинация |         |
| Style Icon Awards                | 2016 | Топ-10 икон стиля                                     | CL                                        | Номинация |         |
| V Chart Awards                   | 2014 | Топовая исполнительница (Корея)                       | CL                                        | Победа    | [ 150 ] |
| Elle Style Awards                | 2024 | Женщина года                                          | CL                                        | Победа    | [ 151 ] |

### Списки
| Издатель            | Год  | Список                                        | Место    | Ист.   |
| ------------------- | ---- | --------------------------------------------- | -------- | ------ |
| Business of Fashion | 2016 | BoF 500                                       | Включена | [ 82 ] |
| Forbes              | 2019 | 30 Under 30 Asia                              | Включена | [ 84 ] |
| The Guardian        | 2019 | Лучшие участницы женской группы всех времен   | 19-е     | [ 85 ] |
| Hypebeast           | 2016 | Hypebeast — 100 Влиятельных людей в мире моды | Включена | [ 80 ] |

### Комментарии
1. ↑  Премия Asian Pop Music Awards, организованная гонконгской компанией Asia Pacific International Group и лейблом Sunway Records, присуждает награды на основе «Азиатского поп-музыкального чарта», который был запущен в сентябре 2019 года.[135]
2. ↑  Премия Korea First Brand Awards проводится Корейским комитетом по потребительским брендам и Корейским форумом потребителей. Награды присуждаются на основе общенационального опроса, проведенного в Южной Корее.[139]
3. ↑  BoF 500 — это ежегодный список влиятельных лиц в индустрии моды, которые оказали влияние на индустрию моды стоимостью 2,4 триллиона долларов.[152]